# Libero Vinco
Libero Vinco (Verona, 1912 – Nowa Stefanowka, 20 gennaio 1943) è stato un militare italiano, insignito della medaglia d'oro al valor militare alla memoria nel corso della seconda guerra mondiale.

## Biografia
Nacque a Verona nel 1912, figlio di Vittorio e Maria Magagnotti.  Arruolatosi nel Regio Esercito, nel settembre 1935 iniziò a frequentare la Regia Accademia Militare di Artiglieria e Genio di Torino da cui uscì con il grado di sottotenente in servizio permanente effettivo nell'arma di artiglieria. Promosso tenente mentre era in servizio nel 2º Reggimento artiglieria da montagna, nel giugno 1940 partecipò alle operazioni contro la Francia sul fronte occidentale con la 33ª batteria del gruppo "Bergamo", dislocato sul Piccolo San Bernardo. Dopo la fine delle ostilità con la firma dell'armistizio di Villa Incisa, venne mandato a combattere sul fronte greco-albanese e nell'aprile 1941 venne decorato con una croce di guerra al valor militare per le operazioni sul Guri i Topit. Rientrato in Patria viene nominato istruttore di sci. Promosso capitano assume il comando della 45ª batteria del gruppo "Vicenza", 2º Reggimento artiglieria da montagna di Federico Moro, e nell'agosto 1942 partì per l'Unione Sovietica al seguito della 2ª Divisione alpina "Tridentina". Cadde in combattimento nel corso della seconda battaglia difensiva del Don. Nel corso del ripiegamento delle truppe italiane dopo l'offensiva Ostrogorzk-Rossoš, già ferito e pur non disponendo più di armi adeguate, continuò ad opporre strenua resistenza agli assalti dei carri armati russi, fino a cadere colpito a morte nel villaggio di Opyt. Fu insignito della medaglia d'oro al valor militare alla memoria.